# Alfred von Henikstein
Alfred Alfred Johann Baptist Karl Freiherr von Henikstein (ur. 11 sierpnia 1810 w Oberdöbling koło Wiednia – zm. 29 stycznia 1882 w Wiedniu) – marszałek polny porucznik cesarskiej i królewskiej Armii, szef sztabu Armii Północnej w wojnie siedmiotygodniowej.

## Życiorys
Urodził się w rodzinie żydowskich bankierów, był synem Josepha von Heniksteina. Ukończył w 1829 roku inżynieryjną szkołę oficerską, w stopniu porucznika. 17 maja 1854 został mianowany generałem majorem, a 28 czerwca 1859 - marszałkiem polnym porucznikiem. W tym samym roku uzyskał tytuł Freiherr (barona). W 1861 otrzymał tytuł drugiego szefa Galicyjskiego Pułku Piechoty Nr 58.
W 1864 dzięki osobistym stosunkom z Ludwikiem von Benedekiem został wyznaczony na stanowisko szefa Sztabu Generalnego. W 1866 tuż przed bitwą pod Sadową został odwołany ze stanowiska na żądanie Benedeka. Po wojnie został oddany pod sąd, a 1 listopada 1886 przeniesiony w stan spoczynku. 

## Odznaczenia
Odznaczenia Alfreda von Heniksteina to między innymi:
- Kawaler Orderu Leopolda z dekoracją wojenną
- Kawaler Orderu Korony Żelaznej III klasy z dekoracją wojenną
- Krzyż Zasługi Wojskowej z dekoracją wojenną
- Order Świętego Włodzimierza III klasy (Imperium Rosyjskie)
- Komandor Cesarskiego Orderu Róży (Brazylia)
- Order Imtiyaz (Imperium Osmańskie)
- Komandor Orderu Zasługi Świętego Michała (Bawaria)
- Komandor II klasy Orderu Gwelfów (Hanower)
- Komandor Orderu Danebroga (Dania)
- Oficer Orderu Świętego Jerzego od Połączenia (Sycylia)